# Inopeplus puncticeps
Inopeplus puncticeps es una especie de coleóptero de la familia Salpingidae.

## Distribución geográfica
Habita en Zanzíbar (Tanzania).